# Men of Respect
Men of Respect (titulada: Hombres de respeto en Hispanoamérica y España) es una película de 1990, escrita y dirigida por William Reilly, basada en la obra Macbeth de William Shakespeare. Está protagonizada por John Turturro como Mike Battaglia, un asesino a sueldo de la mafia quien logra ganar poder matando a su propio jefe. Junto con las actuaciones de Rod Steiger, Stanley Tucci, Dennis Farina y Peter Boyle, esta no es la primera adaptación de Macbeth a la cultura gánster estadounidense, anteriormente se hizo una película llamada Joe MacBeth (1955).

## Argumento
Michael "Mike" Battaglia (John Turturro), un poderoso teniente de la familia criminal D'Amico, logra ejecutar un golpe a gran escala contra los enemigos de la familia, lo que le valió un ascenso caporegime y el respeto eterno de su jefe, el padrino Charlie D'Amico (Rod Steiger). Sin embargo, a pesar de la generosidad de su hijo, Don D'Amico (Carl Capotorto), Mike secretamente resiente a Charlie por dejarlo como su sucesor.
A instancias de su esposa, Ruth "Ruthie" Battaglia (Katherine Borowitz), Mike asesina a Charlie cuando duerme en su dormitorio y al día siguiente, envía a sus hijos a Florida, despejando el camino para que él asuma el control de la familia D'Amico. Más tarde, se convierte en un déspota del inframundo, y decide matar a cualquiera que sospeche como una amenaza a su poder, incluido el ex aliado Bankie Como (Dennis Farina) y su hijo desconectado, Phillip "Philly" Como (David Thornton), que sobrevive a un intento de asesinato.
En su coronación como jefe, un Mike borracho aliena a dos más de los poderosos soldados de la mafia. Temiendo que el reinado de Mike suponga el fin de la familia D'Amico, varios de los subordinados de Mike lo abandonan y deciden aliarse con el hijo mayor de Charlie, Mal D'Amico (Stanley Tucci).
Mike ataca a su principal rival, Matthew "Matt" Duffy (Peter Boyle), pero los asesinos no pueden encontrarlo, sino que asesinan a su esposa e hijo. Ruthie se suicida por culpa que sentía, lo que causa que Mike se sienta devastado. Decidido a vengarse de la muerte de su familia, Matt viene a matar a Mike, quien proclama con arrogancia que "ningún hombre nacido de mujer" puede hacerle daño. Mike responde que nació por cesárea y, por lo tanto, técnicamente no nació de una mujer. Al deshacerse de Mike, despeja el camino para que Mal asuma el control de la familia.

## Reparto
| Actor              | Personaje                | Personaje equivalente en Macbeth |
| ------------------ | ------------------------ | -------------------------------- |
| John Turturro      | Michael "Mike" Battaglia | Lord Macbeth                     |
| Katherine Borowitz | Ruth "Ruthie" Battaglia  | Lady Macbeth                     |
| Dennis Farina      | Bankie Como              | Banquo                           |
| Peter Boyle        | Matthew "Matt" Duffy     | Lord Macduff                     |
| Lilia Skala        | Lucia Duffy              | Lady Macduff                     |
| Rod Steiger        | Charlie D'Amico          | Rey Duncan                       |
| Stanley Tucci      | Mal D'Amico              | Malcolm                          |
| Carl Capotorto     | Don D'Amico              | Donaldbain                       |
| Michael Badalucco  | Sal                      | Seyton                           |
| Robert Modica      | Carmello Rossi           | Ross                             |
| David Thornton     | Phillip "Philly" Como    | Fleance                          |
| Dan Grimaldi       | Carmine                  | Caithness                        |
| Joseph Carberry    | Leonetti                 | Lennox                           |
| Richard Petrocelli | Artie                    | Angus                            |
| Edward Gallardo    | Manuel                   | Menteith                         |
| Joseph Ragno       | Padrino Ricci            | Siward                           |